# Аксёновщина
Аксёновщина — деревня в Кичменгско-Городецком районе Вологодской области.
Входит в состав Енангского сельского поселения, с точки зрения административно-территориального деления — в Нижнеенангский сельсовет.
Расстояние по автодороге до районного центра Кичменгского Городка составляет 58 км, до центра муниципального образования Нижнего Енангска — 6 км. Ближайшие населённые пункты — Климовщина, Засорино, Митино, Рыжухино, Ивакино.
Население по данным переписи 2002 года — 11 человек.